# Burt Young
Burt Young, pseudonimo di Gerald Tommaso DeLouise (New York, 30 aprile 1940 – Los Angeles, 8 ottobre 2023), è stato un attore statunitense.
È noto al grande pubblico grazie al personaggio di Paulie Pennino, amico e cognato di Rocky Balboa nella saga cinematografica di Rocky (per cui ha ottenuto una candidatura all'Oscar al miglior attore non protagonista), e per il ruolo di Joe nel film C'era una volta in America di Sergio Leone.

## Biografia
Figlio di italo-americani, Giuseppina e Michele, Young è nato nel Queens, a New York, col nome di Gerald Tommaso De Louise (spesso abbreviato in Jerry De Louise). Ha studiato recitazione all'Actors Studio e per maestro ha avuto il celebre Lee Strasberg.
Il suo nome d'arte è composto dal suo attore e cantante preferiti, Burt da Burt Lancaster e Young da Neil Young.  Nella sua carriera cinematografica si è distinto soprattutto nell'interpretazione di personaggi proletari italoamericani, dal carattere spesso burbero e spigoloso: l'esempio più noto è proprio quello di Paulie Pennino, il cognato di Rocky Balboa, che gli valse una candidatura all'Oscar come miglior attore non protagonista. Young, insieme al protagonista Sylvester Stallone e a Tony Burton sono gli unici attori che compaiono in tutti i film della serie. Nel 2013 ha partecipato al film italiano Ci vediamo domani con Enrico Brignano.
Oltre al cinema è apparso in diverse serie televisive, fra le quali Law & Order - I due volti della giustizia, Walker Texas Ranger, M*A*S*H, Miami Vice e I Soprano.
Sebbene sia conosciuto dal grande pubblico come attore, Young è stato anche un pugile professionista, un pittore, uno sceneggiatore e uno scrittore. Come artista ha collaborato con lo scrittore Gabriele Tinti per il quale ha disegnato la copertina della raccolta di poesie All over e illustrato l'art book A man.
Young è morto al Northridge Hospital Medical Center di Los Angeles l'8 ottobre 2023, all'età di 83 anni. La causa immediata del decesso è stata accertata essere un arresto cardiaco, con fattori contribuenti elencati come infarto del miocardio, fibrillazione atriale e aterosclerosi. È stato sepolto nel cimitero di Mount St. Mary a Flushing (Queens).

## Vita privata
Nel 1961 sposò Gloria DeLouise, che morì nel 1974. Aveva una figlia, Anne Morea, anche lei attrice.
Era proprietario di un ristorante nel Bronx, a New York.

## Filmografia

### Cinema
- Carnival of Blood, regia di Leonard Kirtman (1970)
- La gang che non sapeva sparare (The Gang That Couldn't Shoot Straight), regia di James Goldstone (1971)
- Il mio uomo è una canaglia (Born to Win), regia di Ivan Passer (1971)
- Rubare alla mafia è un suicidio (Across 110th Street), regia di Barry Shear (1972)
- Un grande amore da 50 dollari (Cinderella Liberty), regia di Mark Rydell (1973)
- 40.000 dollari per non morire (The Gambler), regia di Karel Reisz (1974)
- Chinatown, regia di Roman Polański (1974)
- La gemma indiana (Murph the Surf), regia di Marvin J. Chomsky (1975)
- Killer Elite, regia di Sam Peckinpah (1975)
- Rocky, regia di John G. Avildsen (1976)
- Woman of the Year, regia di Jud Taylor (1976)
- Balordi & Co. - Società per losche azioni capitale interamente rubato $ 1.000.000 (Harry and Walter Go to New York), regia di Mark Rydell (1976)
- Ultimi bagliori di un crepuscolo (Twilight's Last Gleaming), regia di Robert Aldrich (1976)
- I ragazzi del coro (The Choirboys), regia di Robert Aldrich (1977)
- Uncle Joe Shannon, regia di Joseph C. Hanwright (1978)
- Convoy - Trincea d'asfalto (Convoy), regia di Sam Peckinpah (1978)
- Rocky II, regia di Sylvester Stallone (1979)
- Spiaggia di sangue (Blood Beach), regia di Jeffrey Bloom (1981)
- California Dolls (...All the Marbles), regia di Robert Aldrich (1981)
- Cercando di uscire (Lookin' to Get Out), regia di Hal Ashby (1982)
- Rocky III, regia di Sylvester Stallone (1982)
- Amityville Possession (Amityville II: The Possession), regia di Damiano Damiani (1982)
- C'era una volta in America (Once Upon a Time in America), regia di Sergio Leone (1984)
- Oltre il ponte di Brooklyn (Over the Brooklyn Bridge), regia di Menahem Golan (1984)
- Il papa di Greenwich Village (The Pope of Greenwich Village), regia di Stuart Rosenberg (1984)
- Rocky IV, regia di Sylvester Stallone (1985)
- A scuola con papà (Back to School), regia di Alan Metter (1986)
- Medium Rare, regia di Paul Madden (1987)
- Le ragioni del cuore (Wait Until Spring, Bandini), regia di Dominique Deruddere (1989)
- Going Overboard, regia di Valerie Breiman (1989)
- Legami di sangue (Blood Red), regia di Peter Masterson (1989)
- Beverly Hills Brats, regia di Jim Sotos (1989)
- Ultima fermata Brooklyn (Last Exit to Brooklyn), regia di Uli Edel (1989)
- Club Fed, regia di Nat Christian (1990)
- La ragazza dello slum (Backstreet Dreams), regia di Rupert Hitzig e Jason O'Malley (1990)
- Il matrimonio di Betsy (Betsy's Wedding), regia di Alan Alda (1990)
- Rocky V, regia di John G. Avildsen (1990)
- Il campione di Beverly Hills (Diving In), regia di Strahtford Hamilton (1991)
- Gli angeli volano basso (Bright Angel), regia di Michael Fields (1991)
- Americano rosso, regia di Alessandro D'Alatri (1991)
- Cattive ragazze, regia di Marina Ripa di Meana (1992)
- Alibi perfetto, regia di Aldo Lado (1992)
- Da solo contro tutti (Excessive Force), regia di Jon Hess (1993)
- Berlino '39, regia di Sergio Sollima (1994)
- Tashunga, regia di Nils Gaup (1995)
- Red-Blooded American Girl II, regia di David Blyth (1995)
- Duello tra i ghiacci (North Star), regia di Nils Gaup (1996)
- Opposite Corners, regia di Louis D'Esposito (1997)
- The Undertaker's Wedding, regia di John Bradshaw (1997)
- She's So Lovely - Così carina (She's So Lovely), regia di Nick Cassavetes (1997)
- Un colpo di fulmine (Kicked in the Head), regia di Matthew Harrison (1997)
- Heaven Before I Die, regia di Izidore K. Musallam (1997)
- The Deli, regia di John A. Gallagher (1997)
- The Mouse, regia di Daniel Adams (1997)
- Mickey occhi blu (Mickey Blue Eyes), regia di Kelly Makin (1999)
- Terra bruciata, regia di Fabio Segatori (1999)
- Partita col destino (The Florentine), regia di Nick Stagliano (1999)
- Loser Love, regia di Jean-Marc Vallée (1999)
- L'uomo della fortuna, regia di Silvia Saraceno (2000)
- The Boys Behind the Desk, regia di Sally Kirkland (2000)
- Blue Moon, regia di John A. Gallagher (2000)
- Never Look Back, regia di Mike Tristano e Frank Zagarino (2000)
- Table One, regia di Michael Bregman (2000)
- The Day the Ponies Come Back, regia di Jerry Schatzberg (2000)
- Very Mean Men, regia di Tony Vitale (2000)
- Cugini (Cousins), regia di John Gigante (2001)
- Plan B, regia di Greg Yaitanes (2001)
- Pluto Nash (The Adventures of Pluto Nash), regia di Ron Underwood (2002)
- Checkout, regia di Mark Foggetti (2002)
- And She Was, regia di Frank Rainone (2002)
- Kiss the Bride, regia di Vanessa Parise (2002)
- Crooked Lines, regia di Harry O'Reilly (2003)
- The Wager, regia di Sigur-Björn (2004)
- Shut Up and Kiss Me!, regia di Gary Brockette (2004)
- Downtown: A Street Tale, regia di Rafal Zielinski (2004)
- La terra dell'abbondanza (Land of Plenty), regia di Wim Wenders (2004)
- Transamerica, regia di Duncan Tucker (2005)
- Carlito's Way - Scalata al potere (Carlito's Way: Rise to Power), regia di Michael Bregman (2005)
- Rocky Balboa, regia di Sylvester Stallone (2006)
- RevoLOUtion: The Transformation Of Lou Benedetti, regia di Bret Carr (2006)
- Hack!, regia di Matt Flynn (2007)
- Blue Lake Massacre, regia di Michael Paloma (2007)
- Il nascondiglio, regia di Pupi Avati (2007)
- Oliviero Rising, regia di Riki Roseo (2007)
- Go Go Tales, regia di Abel Ferrara (2007)
- Carnera - The Walking Mountain, regia di Renzo Martinelli (2008)
- New York, I Love You, registi vari (2009)
- Kingshighway, regia di Clayne Crawford (2010)
- Mosse vincenti (Win Win), regia di Thomas McCarthy (2011)
- Ci vediamo domani, regia di Andrea Zaccariello (2012)
- Abigail Harm, regia di Lee Isaac Chung (2012)
- The Elevator, regia di Massimo Coglitore (2013)
- Rob the Mob, regia di Raymond De Felitta (2014)
- Il massacro di Amityville (The Amityville Murders), regia di Daniel Farrands (2018)
- Six Children and One Grandfather, regia di Yan Thomas (2018)

### Televisione
- M*A*S*H – serie TV, episodio 2x07 (1973)
- The Connection – film TV (1973)
- The Great Niagara – film TV (1974)
- La storia di Wanda – film TV (1975)
- Serpico – serie TV, 1 episodio (1976)
- Woman of the Year – film TV (1976)
- Baretta – serie TV, 3 episodi (1975-1976)
- Agenzia Rockford (The Rockford Files) – serie TV, 1 episodio (1976)
- Una breve stagione di Peter (Daddy, I Don't Like It Like This) – film TV (1978)
- Murder Can Hurt You – film TV (1980)
- Miami Vice – serie TV, episodio 1x11 (1984)
- Un'estate per ricordare – film TV (1985)
- Alfred Hitchcock presenta (Alfred Hitchcock Presents) – serie TV, episodio 1x22 (1986)
- Roomies – serie TV, 8 episodi (1987)
- Donna d'onore – miniserie TV (1991)
- Due vite, un destino, regia di Romolo Guerrieri – film TV (1992)
- Double Deception – film TV (1993)
- La figlia del Maraja – miniserie TV (1994)
- Colombo (Columbo) – serie TV, episodio 10x09 (1994)
- Crocodile Shoes – film TV (1994)
- Law & Order - I due volti della giustizia (Law & Order) – serie TV, episodio 7x18 (1997)
- L'ultimo padrino (The Last Don) – miniserie TV (1997)
- Firehouse, regia di John McNaughton, Alan Smithee – film TV (1997)
- Before Women Had Wings, regia di Lloyd Kramer – film TV (1997)
- Walker Texas Ranger (Walker, Texas Ranger) – serie TV, episodi 5x11, 6x12 (1996–1997)
- Sotto il cielo dell'Africa, regia di Ruggero Deodato – miniserie TV (1998)
- Cuori in campo, regia di Stefano Reali – film TV (1998)
- Gioco di specchi, regia di José María Sánchez – film TV (2000)
- I Soprano (The Sopranos) – serie TV, episodio 3x05 (2001)
- Law & Order - Unità vittime speciali (Law & Order: Special Victims Unit) – serie TV, episodio 10x13 (2009)
- Baciamo le mani - Palermo New York 1958, regia di Eros Puglielli – miniserie TV (2013)
- L'onore e il rispetto - Parte quarta – serie TV (2015)
- Russian Doll – serie TV, 2 episodi (2019)

## Riconoscimenti
- Premio Oscar
  - 1977 – Candidatura al miglior attore non protagonista per Rocky

## Doppiatori italiani
Nelle versioni in italiano delle opere in cui ha recitato, Burt Young è stato doppiato da:
- Giorgio Lopez in Law & Order - I due volti della giustizia, Donna d'onore, Duello tra i ghiacci - North Star, Law & Order - Unità vittime speciali, The Elevator
- Vittorio Di Prima in Berlino '39, Mickey occhi blu, L'onore e il rispetto, Baciamo le mani - Palermo New York 1958
- Sergio Fiorentini in Ispettore anticrimine, Terra bruciata, Rocky Balboa, Il nascondiglio
- Leo Gullotta in Rocky, Ultimi bagliori di un crepuscolo, Spiaggia di sangue
- Angelo Nicotra in Due vite, un destino, The Undertaker's Wedding, L'ultimo padrino
- Bruno Alessandro in 40.000 dollari per non morire, La terra dell'abbondanza
- Manlio De Angelis in Chinatown, Killer Elite
- Vittorio Congia in Balordi & Co. - Società per losche azioni capitale interamente rubato $ 1.000.000, Convoy - Trincea d'asfalto
- Alessandro Sperlì in Rocky II, Rocky III
- Carlo Baccarini in Amityville Possession, Da solo contro tutti
- Pietro Biondi in Miami Vice, And She Was...
- Pino Locchi in Rocky IV, Rocky V
- Elio Zamuto ne I Soprano, Pluto Nash
- Franco Latini ne I ragazzi del coro
- Gigi Reder in C'era una volta in America
- Glauco Onorato ne Il Papa del Greenwich Village
- Franco Odoardi in A scuola con papà
- Pasquale Anselmo in Le ragioni del cuore
- Renzo Stacchi in Ultima fermata Brooklyn
- Franco Chillemi ne Il matrimonio di Betsy
- Emilio Cappuccio in Cattive ragazze
- Gil Baroni in Colombo
- Renato Mori in Alfred Hitchcock presenta
- Piero Tiberi in Alibi perfetto
- Marco Balzarotti ne I racconti della cripta
- Oreste Rizzini in Donna d'onore 2
- Dario Penne in Oltre i limiti
- Bruno Conti in She's So Lovely - Così carina
- Paolo Lombardi ne La figlia del Maharaja
- Carlo Croccolo in L'uomo della fortuna
- Michele Gammino in Transamerica
- Carlo Reali in Carlito's Way - Scalata al potere
- Aldo Stella in Go Go Tales
- Adalberto Maria Merli in Carnera - The Walking Mountain
- Sergio Matteucci in Mosse vincenti
- Saverio Moriones in Rocky - La vera storia
- Omero Antonutti in Ci vediamo domani
- Toni Orlandi ne Il massacro di Amityville
- Aldo De Martino in C'era una volta in America (ridoppiaggio)